# Referéndum sobre el Anschluss en Austria de 1938
El referéndum sobre el Anschluss de Austria se celebró el 10 de abril de 1938, conjuntamente con unas elecciones al Reichstag de Alemania. Para algunos sectores el referéndum fue flagrantemente manipulado por las autoridades nazis, ya que en la papeleta de votación el círculo para marcar a favor del Anschluss era del doble del tamaño que aquel para votar en contra. Algunos autores, sin embargo, sostienen que no hay evidencia de que los nazis tuvieran necesidad de manipular el referéndum. También es destacable que el Anschluss recibió el apoyo de personalidades públicas austríacas como el cardenal Theodor Innitzer y el líder de los socialdemócratas austríacos, Karl Renner, si bien algunos autores sostienen que en realidad Renner fue chantajeado para que diera su apoyo a la anexión.

## Resultados

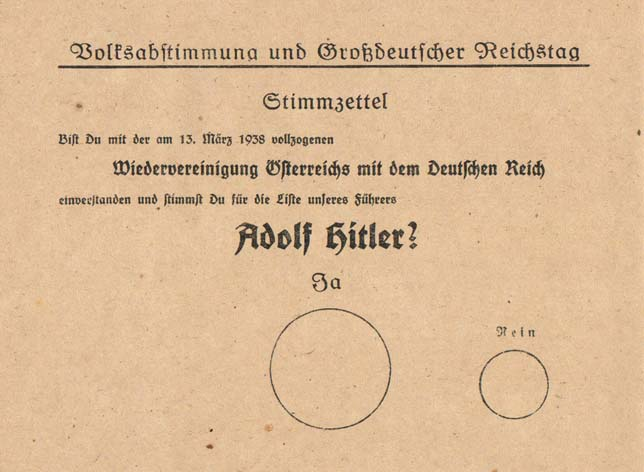
Papeleta del referéndum, nótese el tamaño de la opción Si (Ja) en comparación con la opción No (Nein)

El resultado final fue de un 99.73% a favor de la anexión a Alemania y con una participación total del 99.71% del electorado.
| A favor                          | 4.453.912 | 99.73 |  |  |  |  |  |  |  |  |
| En contra                        | 11.929    | 0.27  |  |  |  |  |  |  |  |  |
| Votos nulos/blancos              | 5,777     | –     |  |  |  |  |  |  |  |  |
|                                  |           |       |  |  |  |  |  |  |  |  |
| Total                            | 4.471.618 | 100   |  |  |  |  |  |  |  |  |
| Votantes inscritos/Participación | 4.484.617 | 99.71 |  |  |  |  |  |  |  |  |
| Fuente: Democracia Directa       |           |       |  |  |  |  |  |  |  |  |